# Самгьопсаль
Самґьопсаль (삼겹살; samɡjʌp̚sal) — популярна страва корейської кухні. Являє собою шматочки жирної свинячої очеревини, яка не пройшла маринування, не посипана спеціями, які учасники трапези підсмажують на грилі, що стоїть на столі. Зазвичай самґьопсаль подається на вечерю.

## Назва
Буквальний переклад назви страви — «три» (сам; 삼) «шари» (кьоп; 겹) «м'яса» (саль; 살), мається на увазі шарувата структура бекону. Іноді зустрічається слово оґьопсаль (오겹살), о означає «п'ять».

## Поширеність

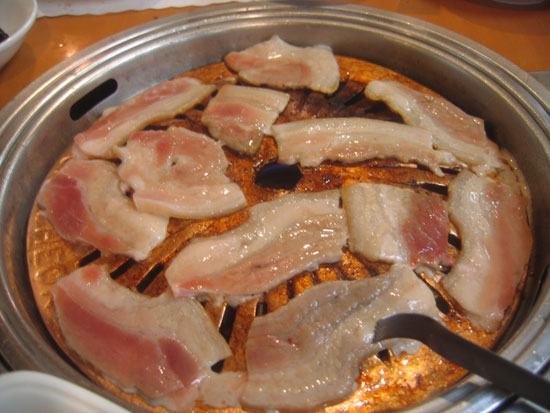
Самгьопсаль

Почеревина — одна з найдорожчих частин свинячої туші, хоча ціни на свинину по всій Південній Кореї різняться. Корея імпортує почеревину з Бельгії, Нідерландів та інших країн, оскільки імпортне м'ясо значно дешевше виробленого в Кореї. Крім вживання власне самґьопсаля, його використовують для готування інших страв, наприклад, кімчиччиґе.
Згідно з опитуванням, проведеним в 2006 році Сільськогосподарською асоціацією Кореї (농업 협동 조합), 85% південнокорейських дорослих вважають самґьопсаль своєю улюбленою стравою зі свинини .

## Гарнір
Найпоширеніші гарніри до самґьопсалю - це салат (саньчху; 상추) і нарізаний тонкими скибочками сирий часник. Однак часто він подається і з іншими овочами: листям перилли (ккесіп ; 깻잎), нарізаним перцем чилі, мілкопорізаною зеленою цибулею, кімчі. Овочі можуть як бути підсмажені разом з м'ясом, так і подаватися сирими.

## Соуси
До самґьопсалю зазвичай подають як мінімум два соуси. Один - ссамджан (쌈장), складається з кочхуджану (고추장), твенджану (된장), кунжутної олії (참기름) та інших інгредієнтів. Інший - кіримджан (기름 장), складається з солі, чорного перцю і кунжутної олії. Ссамджаном приправляють овочі, а кіримджаном - саме м'ясо.

## Вживання
Перед смаженням шматок очеревини розрізають на тонкі скибочки ножицями. Потім смажать, і поїдають, поклавши на лист перилли або капусти. До самґьопсалю також подають панчхани.